# Cylindrarctus americanus
Cylindrarctus americanus är en skalbaggsart som beskrevs av Ludwig Wilhelm Schaufuss 1887. Cylindrarctus americanus ingår i släktet Cylindrarctus och familjen kortvingar. Inga underarter finns listade i Catalogue of Life.